# Thomas Reußenzehn
Thomas Reußenzehn (* 1. April 1955 in Frankfurt-Sachsenhausen; † 3. Februar 2022) war ein deutscher Elektroingenieur, Entwickler und Hersteller von handgefertigten Röhrenverstärkern. Er war Inhaber der Manufaktur Tube Power mit Sitz in Offenbach-Bieber (Hessen).

## Ausbildung
Reußenzehn begann seit 1968 als Jugendlicher, mit Elektroakustik zu experimentieren, etwa indem er sich eine eigene Stereoanlage baute, Röhrenradios als Gitarrenverstärker nutzte, ihre Lautstärke vergrößerte und Tremolo- oder Vibrato-Effekte einbaute. Er absolvierte zunächst eine Lehre als Fernmeldemonteur und studierte anschließend Nachrichtentechnik.
Während seines Studiums reparierte und modifizierte Reußenzehn jahrelang Gitarrenverstärker für ein Musikfachgeschäft. Dort sammelte er praktische Erfahrung mit den marktüblichen Modellen. Für Ali Neander, den Gitarristen der Rodgau Monotones, baute er ein Master-Volume in dessen Verstärker ein, damals eine Neuheit in der Verstärkertechnik. Joachim Becker, der Bassist jener Band, prägte seine Begeisterung für Röhrenverstärkertechnik nach eigener Aussage stark. In seiner gesamten Ausbildungszeit blieb er an Röhrentechnik interessiert, obwohl diese damals auch im HiFi-Bereich von der Transistor-Technik abgelöst wurde. 1978 machte er sein Examen als Diplomingenieur und öffnete ein eigenes Musikgeschäft in Offenbach mit angeschlossener Reparaturwerkstatt, aus der seine Firma hervorging. 2011 bildete er sich zum staatlich geprüften Energieberater fort.

## Manufaktur
Ab 1982 gab Reußenzehn sein Musikgeschäft auf und konzentrierte sich ganz auf Entwicklung und Herstellung eigener Produkte rund um den Röhrenklang. Die Produktpalette umfasst die drei Hauptbereiche Gitarren- und Bassverstärker, HiFi-Verstärker und Lautsprecher. Ab 1999 zog er mit seiner Manufaktur in die Rhön, bis er im Oktober 2009 nach Frankfurt-Oberrad zog, aber Offenbach-Bieber als Firmensitz beibehielt.
Die Firma ist als Familienbetrieb organisiert. Obwohl einige Geräte in Serie hergestellt werden, verzichtete Reußenzehn auf Massenproduktion, um weiterhin flexibel auf individuelle Kundenwünsche eingehen zu können. Er verwendete keine in einem Niedriglohnland hergestellten Bauteile, weil er die dortigen Arbeitsbedingungen als menschenunwürdig ablehnte. Die meisten Bauteile stammen aus deutscher, viele aus eigener Herstellung. Dabei wird auf Energieeinsparung und strikte Einhaltung der gesetzlich vorgeschriebenen, aktuellen RoHS-Richtlinien geachtet.
Bis zur Umstellung auf Direktvertrieb im Jahre 1994 verkaufte Reußenzehn die meisten seiner Produkte über Fachgeschäfte. Seine Manufaktur beschäftigt nur wenige, vorwiegend freie Mitarbeiter. Einen Großteil der Handarbeit leistete er bis zu seinem Tod selbst. Bis 1994 baute er insgesamt etwa 2500 Geräte, damals über 100 im Jahr.
Zu seinen Kunden gehörten Liebhaber handgefertigter Röhrenverstärker und bekannte Rockmusiker, zum Beispiel von BAP, Die Toten Hosen, ZZ Top, Jack Bruce und den Scorpions.

## Eigenproduktionen

### Röhren-Bassverstärker
Bereits 1968 baute Reußenzehn einen ersten Röhren-Bassvorverstärker, der sich mit den Endstufen der damals beliebten Fender-Bassman-Verstärker kombinieren ließ und so deren Klangqualität und -variabilität erhöhte. 1971 entwickelte er einen eigenen Transistorverstärker, blieb aber der Röhrentechnik wegen deren Eigenheiten treu: „Sie bildet die zweite harmonische Obertonreihe mit sehr schönem Klangspektrum ab, benötigt eine vergleichsweise geringe Gegenkopplung und lässt vor allem bei kurzen Schaltungen mit möglichst wenigen Phasendrehungen einen unvergleichlich guten und direkten Klang entstehen.“ 1978 begann er Geräte für Rockmusiker zu entwickeln, die einen möglichst puren, authentischen Distortion-Klang anstrebten. Für die Rodgau Monotones veränderte er deren Verstärker (verschiedene Fender Twin Reverb und verschiedene Modelle von Marshall Amplification) so, dass man zwischen unverzerrten („Clean“) und verzerrten („Distortion“) Klängen umschalten und so einen variablen Röhrenklang erreichen konnte. Dieses „Tuning“-Prinzip (genannt „Reu-o-Grande“) fand begeisterte Anhänger, so dass Reußenzehns Kleinbetrieb bald einen Kultstatus unter Rockmusikern genoss.
Ebenfalls 1978 baute er den Tube Basspreamp Mk1 im 19-Zoll-Format, der sich mit jeder beliebigen PA-Transistorenendstufe kombinieren ließ. Er enthält drei Doppeltrioden und eine Dreibandklangregelung, bei der Bässe, Mitten und Höhen separat verstärkt werden können. Bei Bässen und Mitten lassen sich zusätzlich die Frequenzbereiche einstellen. Später wurde das Stahlblechgehäuse verkleinert und der Netztrafo in ein separates Netzsteckerteil ausgelagert, um Störgeräusche weitgehend zu verhindern. Das Modell gilt als weltweit erstes Exemplar einer selektiven modernen Bassverstärkung und ist bis heute erhältlich.
Aus dem Wunsch von Musikern, ihren Vox-Gitarrenverstärker eher zu einem verzerrten Klang zu bringen, entstand 1983 der Daniel-D-Tubebooster Mk IV. Er enthält eine ECC83-Röhre mit 200 Volt Betriebsspannung und so wenige Bedienteile wie möglich. Mit niedriger Ohm-Ausgangsspannung und sehr großen Pegelreserven frischt der Booster laut Testberichten schon den unverzerrten Gesamtklang erheblich auf und verbessert auch die Transparenz des verzerrten Klanges. Er ermöglicht eine große Bandbreite verschiedener Gitarrensounds und hat extrem niedrige Eigengeräusche.

### HiFi

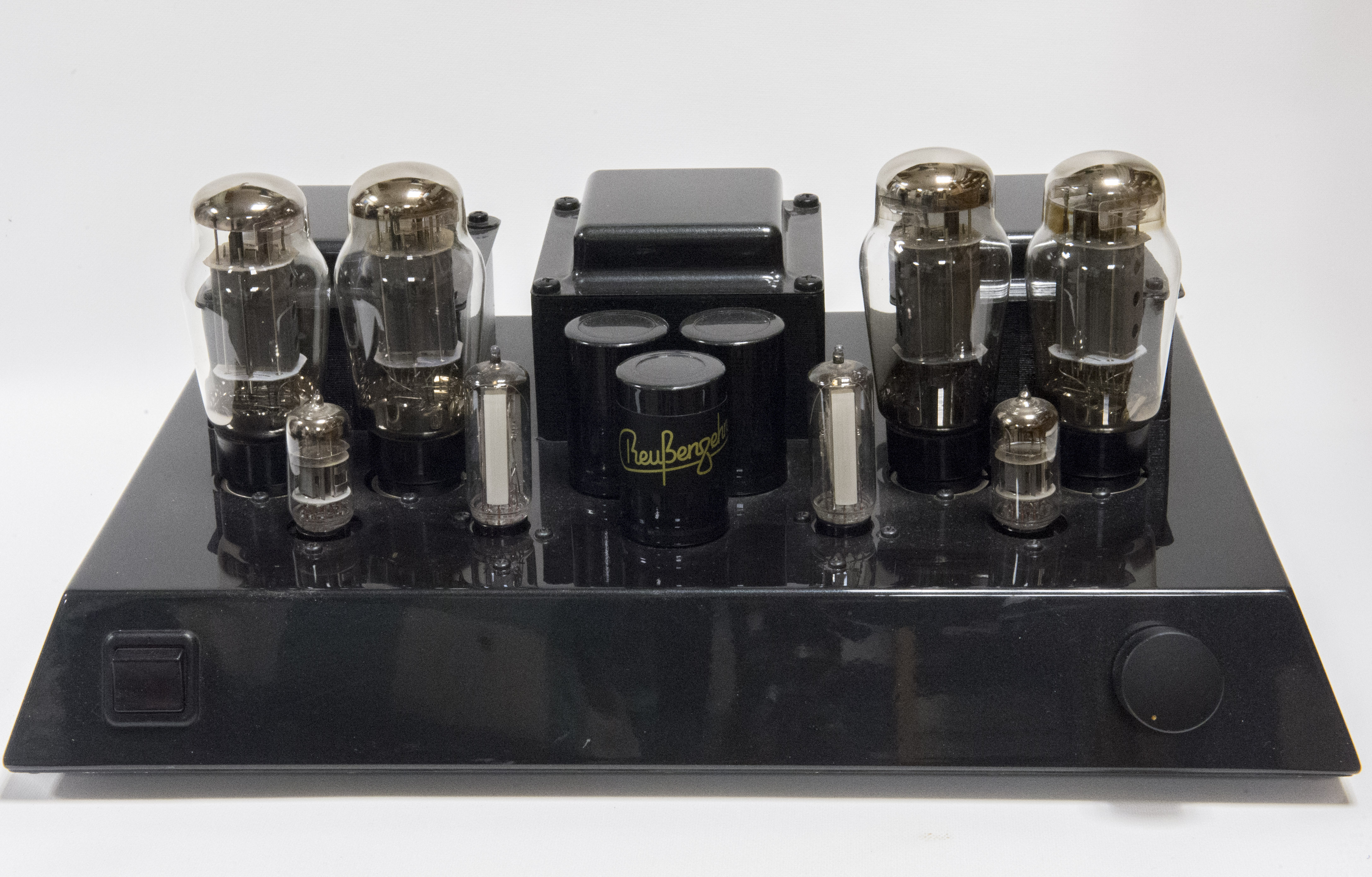
Verstärker mit KT66 Ausgangsröhren von Reußenzehn

Ab 1983 entwickelte Reußenzehn auch Röhrenverstärker für private HiFi-Kunden. Mit einem Soundfilter als Ausgangsstufe half er, den von manchen Kunden als hart empfundenen Klang der ersten Compact-Disc-Spieler zu mildern. In jahrelangen Experimenten entwickelte er einen HiFi-tauglichen Ausgangsübertrager.

Verstärker Tube 66 von Reußenzehn Innenansicht

Der damals entwickelte „Tube Slave S“ wird bis heute fast unverändert hergestellt. Er enthält Schnittbandkern-Transformatoren mit besonders engen Wicklungslagen und optimaler Verschachtelung, die für sehr geringe Streuverluste sorgen. Hinzu kommen der für Reußenzehnverstärker typische fließende Trioden-Pentoden-Betrieb und die interne Verdrahtung mit stoffgewickelten Silikonsilberdrähten. Die Ausgangsleistung liegt mit einer Militär-Endröhre 5881 bei 2 × 36 W, mit einer Endröhre KT 88 bei 2 × 45 Watt. Das Gerät schließt Impedanzen bis zu 2 Ohm aus und ist daher universell verwendbar.
1996 baute Reußenzehn den Endstufen-Monoblock „Classic“ für häusliche HiFi-Anlagen. Er hat eine Ausgangsleistung von 95 Watt an 4 Ohm und vertrug Impedanzen bis zu 2 Ohm. Seine Eingangsempfindlichkeit ließ sich regeln. Die Gegenkopplung lässt sich einstellen, so dass man das Klirrverhalten des Verstärkers verändern und mehr Brillanz und Räumlichkeit der Wiedergabe erreichen konnte. Die Endstufen enthalten vier Pentoden (fünfpolige Röhren), deren Schaltung die jeweiligen Klang- und Leistungsvorteile von Trioden (dreipoligen Röhren) und Pentoden effektiv verknüpft. Ein Schnittbandkern-Ausgangsübertrager verhindert, dass Gleichspannung an die Boxen gelangt, und sorgt für hohe Störsicherheit. – Diesen Monoblock ergänzt der Röhrenvorverstärker „The Stereo Tube Preamp“ mit fünf Hochpegeleingängen und einem Phono-Eingang. Er enthält zwei Elektronenröhren vom Typ ECC83 V 10cc. Kritiker lobten bei beiden Geräten das Preis-Leistungs-Verhältnis und die Wiedergabe von analogen wie digitalen Audioträgern.
2016 baute Reußenzehn einen neuen Hifi-Röhren-Kopfhörerverstärker für alle modernen niederohmigen Kopfhörer. Besondere Merkmale des Schaltungskonzepts sind nach Presseberichten die Luftverdrahtung statt Leiterplatinen, selbstgefertigte hochwertige Ausgangsübertrager, Schnittbandkerne für möglichst geringe Streuverluste, ein ausgelagertes Netzteil und getrennte „Voice“-Regler.
2018 entwickelte Reußenzehn einen rauscharmen Röhren-Phono-Vorverstärker für Moving-Coil-Tonabnehmer.

### Geräte für Schmerzpatienten
1994 entwickelte Reußenzehn den Röhren-Kopfhörerverstärker „Harmonie“ zur Unterstützung von Distraktionsanalgesie (Schmerzlinderung durch Ablenkung). Ein Voicing-Regler ermöglicht das Hervorheben der harmonischen Obertonreihen im Audiosignal, besonders der Oktaven, um matte Aufnahmen hörbar aufzufrischen. Zahnärzte berichteten vom erfolgreichen Gebrauch des Geräts, etwa bei komplizierten, mehrere Stunden dauernden Behandlungen.
1997 entwickelte Reußenzehn aus dem System „Harmonie“ den besonders handlichen Kopfhörerverstärker „Klanginsland“ mit einer Doppeltriode. Damit lässt sich das Obertonspektrum des Klanges differenziert regeln, Schärfen vermeiden, Fülle, Tiefe und Räumlichkeit des Klanges optimal vermitteln. Das Druckgussgehäuse verhindert Einstreuungen hoher Frequenzen, wie sie besonders in Zahnarztpraxen und Krankenhäusern auftreten. Das Modell berücksichtigt Erkenntnisse der Distraktionsanalgesie, wonach rezeptive, in hoher audiophiler Qualität möglichst naturgetreu und „warm“ übertragene Musik Patienten den Schmerz weniger stark wahrnehmen und entspannter reagieren lässt. Zum Deutschen Schmerztag 1997 stellte Reußenzehn den Kopfhörerverstärker mit Boxen zusammen, die für therapeutische Gesamtbeschallung in Arztpraxen und Krankenhausabteilungen geeignet sind. Das Komplettsystem fand positive Resonanz.
In Zusammenarbeit mit einem Hals-Nasen-Ohren-Arzt versuchte Reußenzehn Tinnitus-Patienten durch hervorragende Tonqualität der Musik Entspannung zu verschaffen. Zudem entwickelte er ein System für schwer Hörgeschädigte.

### Solar-Verstärker
Im Sommer 2011 baute Reußenzehn den weltweit ersten solarbetriebenen Röhrenverstärker. Das Modell beruht auf einem röhrengetriebenen Gitarrenverstärker EL34 Eco Plus, dessen Stromverbrauch auf zwölf Volt und 2,4 Ampere gesenkt wurde, um mit einem üblichen Zwölf-Volt-Solarmodul kompatibel zu sein. Dieses ist in den Transportkoffer eingebaut. Während der erste Akkumulator Energie auflädt, kann der zweite ohne Netzanschluss für einen Spielbetrieb von drei bis vier Stunden genutzt werden. Die Rockband Sun Power & Groove demonstrierte den Gebrauch in einem Konzert.

### Sonstige
Zu Reußenzehns Entwicklungen gehören der erste mehrkanalige MIDI-Röhrenvorverstärker („Double-Twin“), der Umbau eines Marshall-Verstärkers zum ersten dreikanaligen MIDI-Marshall-Verstärker und ein Leslie-Simulator auf Röhrenbasis. Sie entstanden aus Anregungen praktizierender Musiker, die mit den marktüblichen Produkten unzufrieden waren. Reußenzehns technische Ideen wurden von großen Herstellerfirmen oft zunächst als zu unangepasst verworfen, später aber aufgegriffen.

## Soziales Engagement
Reußenzehn engagierte sich für soziale Hilfsprojekte, etwa für schwerstkranke Kinder und Jugendliche im Raum Frankfurt am Main. Er organisierte dazu ab 2012 Instrumentenbaukurse und versteigerte Instrumente.

## Einzelbelege
1. ↑  Amp-Entwickler und Röhrenspezialist Thomas Reußenzehn ist gestorben. Archiviert vom Original; abgerufen am 15. Juni 2025.
2. ↑  Firmenauskunft zu Thomas Reußenzehn: Handel mit Röhrenverstärkern (Memento vom 5. März 2016 im Internet Archive); Musterfirmenprofil (Memento vom 5. März 2016 im Internet Archive)
3. 1 2  Thomas Schmidt (Hifitest.de 11/2014): Reußenzehn Tube Phono; Seite 2
4. 1 2 3  Röhrenklang mit Solarkraft. 5. Juli 2011, abgerufen am 15. Juni 2025.
5. 1 2  Ton-Technik für die Großen. 23. Januar 2019, abgerufen am 15. Juni 2025.
6. 1 2 3  Frankfurter Allgemeine Zeitung Nr. 189, 16. August 1994: Wer?
7. 1 2  Udo Pipper: The Reu Is Back In Town: Reußenzehns Frankfurter Röhrenmanufaktur. In: Gitarre & Bass 6/2010, ISSN 0934-7674, S. 92–94
8. ↑  Jochen Remmert (FAZ, 22. Mai 2015): Manufakturen in der Region: Reiseleitung zu Handgemachtem
9. ↑  Dirk Groll: Tube Basspreamp Mk 7. In: Gitarre & Bass Nr. 9/2012, ISSN 0934-7674, S. 176
10. ↑  Heinz Rebellius: Daniel-D-Tubebooster MK IV Reußenzehn Anniversary. In: Gitarre & Bass 1/2008, ISSN 0934-7674, S. 196–199
11. ↑  Gerold Lingnau (FAZ Nr. 243, 19. Oktober 1999):Schön fürs Auge und angenehm fürs Ohr: Der Reußenzehn-Röhrenverstärker Tube Slave S im Konzert mit dem Thorens-CD-Spieler TCD 2300
12. ↑  Gerold Lingnau (FAZ Nr. 300, 24. Dezember 1996): Röhrenverstärker auch für weniger pralle Geldbeutel
13. ↑  Wolfgang Tunze: Luft und Frische aus der Oberwelle FAZ, 16. Februar 2016; Thomas Schmidt: Im übertragenen Sinne. (LP Magazin Nr. 4, 2016)
14. ↑  Wolfgang Tunze: Für Nichtrauscher. FAZ, 2. März 2018
15. ↑  Gerold Lingnau (FAZ Nr. 301, 28. Dezember 1994): Mit Mozart verfliegen Schmerz und Bohrgeräusch
16. ↑  Gerold Lingnau (FAZ Nr. 250, 28. Oktober 1997): Röhrenklang gegen Schmerz
17. ↑  Moritz von Hohenthal (FAZ Nr. 47, 25. Februar 1997): Entspannung durch Musikhören kann Schmerzen lindern
18. ↑  FAZ, 19. Juli 2011: Gitarrenpower ohne Netz
19. ↑  Rockige Energiewende. 30. September 2011, abgerufen am 15. Juni 2025.
20. ↑  Gitarre & Bass 2002: 10 Jahre Reu-o Grande – und kein bisschen leise, S. 78
21. ↑  Moritz Eisenach (Frankfurter Neue Presse, 5. Juni 2013): Sie bauen Gitarren für guten Zweck; Alexandra Flieth (Frankfurter Neue Presse, 22. Oktober 2014): Gewerbeverein Oberrad: Handwerkskunst für den guten Zweck

| Personendaten    | Personendaten                                                                               |
| ---------------- | ------------------------------------------------------------------------------------------- |
| NAME             | Reußenzehn, Thomas                                                                          |
| KURZBESCHREIBUNG | deutscher Elektroingenieur, Entwickler und Hersteller von handgefertigten Röhrenverstärkern |
| GEBURTSDATUM     | 1. April 1955                                                                               |
| GEBURTSORT       | Frankfurt-Sachsenhausen                                                                     |
| STERBEDATUM      | 3. Februar 2022                                                                             |